# 卤代芳烃

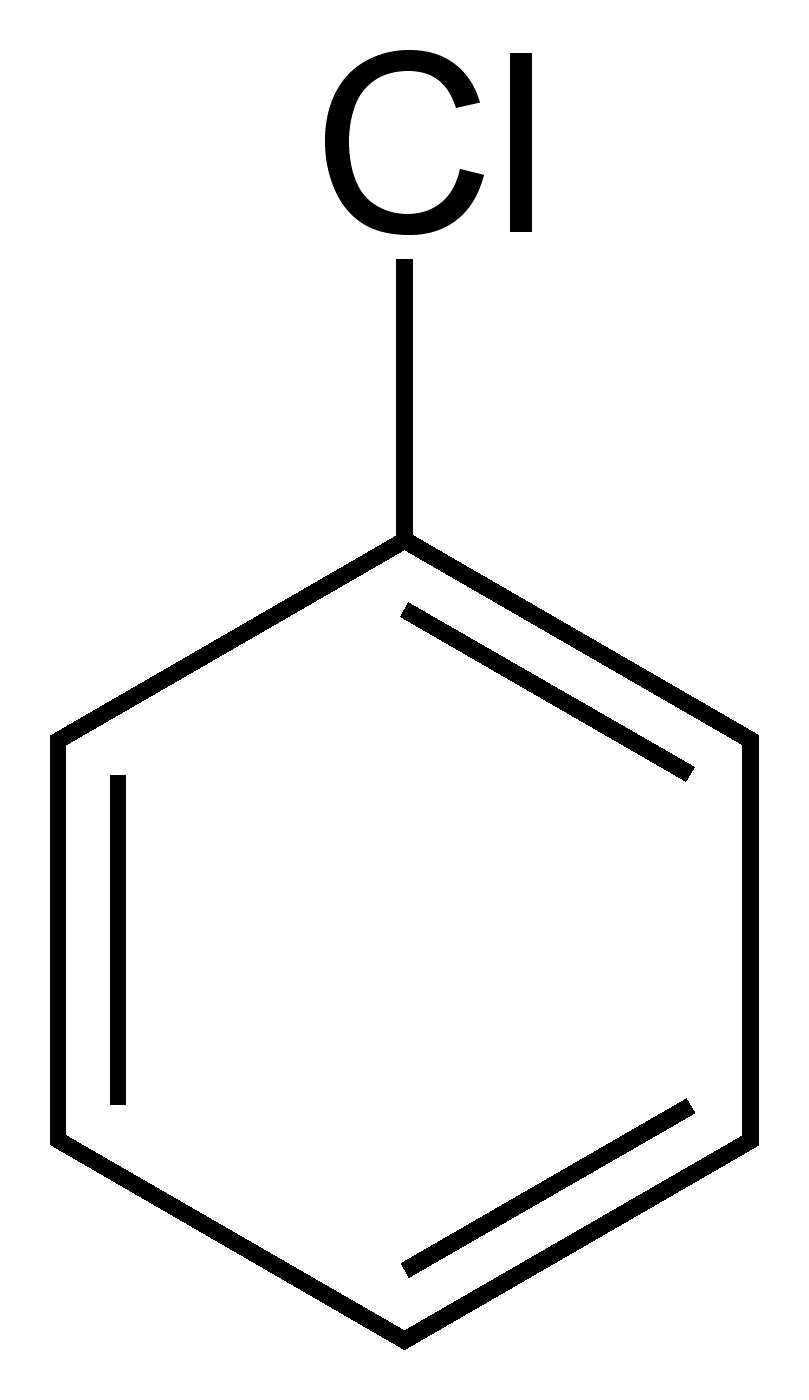
氯苯是有一個氯離子的卤代芳烃

卤代芳烃也稱為芳基鹵化物，是苯環上一個或多個氫原子被鹵素原子（氟、氯、溴、碘）取代的芳香化合物。卤代芳烃和卤代烷烃在其性質以及合成方式上有許多不同之處。卤代芳烃中最重要的是芳基氯化物，不過卤代芳烃的範圍很廣，也有許多的衍生物及其應用。

## 製備
製備卤代芳烃最主要的二種方式，是直接卤化，以及透過芳香化合物的重氮鹽製備。